# Faculdade de Biomedicina da Universidade Federal de Jataí
A Faculdade de Biomedicina da Universidade Federal de Jataí está localizada no Campus Jatobá (Cidade Universitária José Cruciano de Araújo) da UFJ. O curso de graduação em Biomedicina da UFJ possui duração mínima de oito semestres (quatro anos).